# The Man and the Girl
The Man and the Girl è un cortometraggio muto del 1909 diretto da Sidney Olcott.

## Produzione
Il film fu prodotto dalla Kalem Company.

## Distribuzione
Distribuito dalla Kalem Company, il film - un cortometraggio di una bobina - uscì nelle sale cinematografiche USA il 15 ottobre 1909.